# Entwine
Entwine (engl.: „umschlingen“) war eine Dark-Rock-Band aus Finnland. Ihre Alben veröffentlichten sie bei Spikefarm Records bzw. Century Media.

## Geschichte

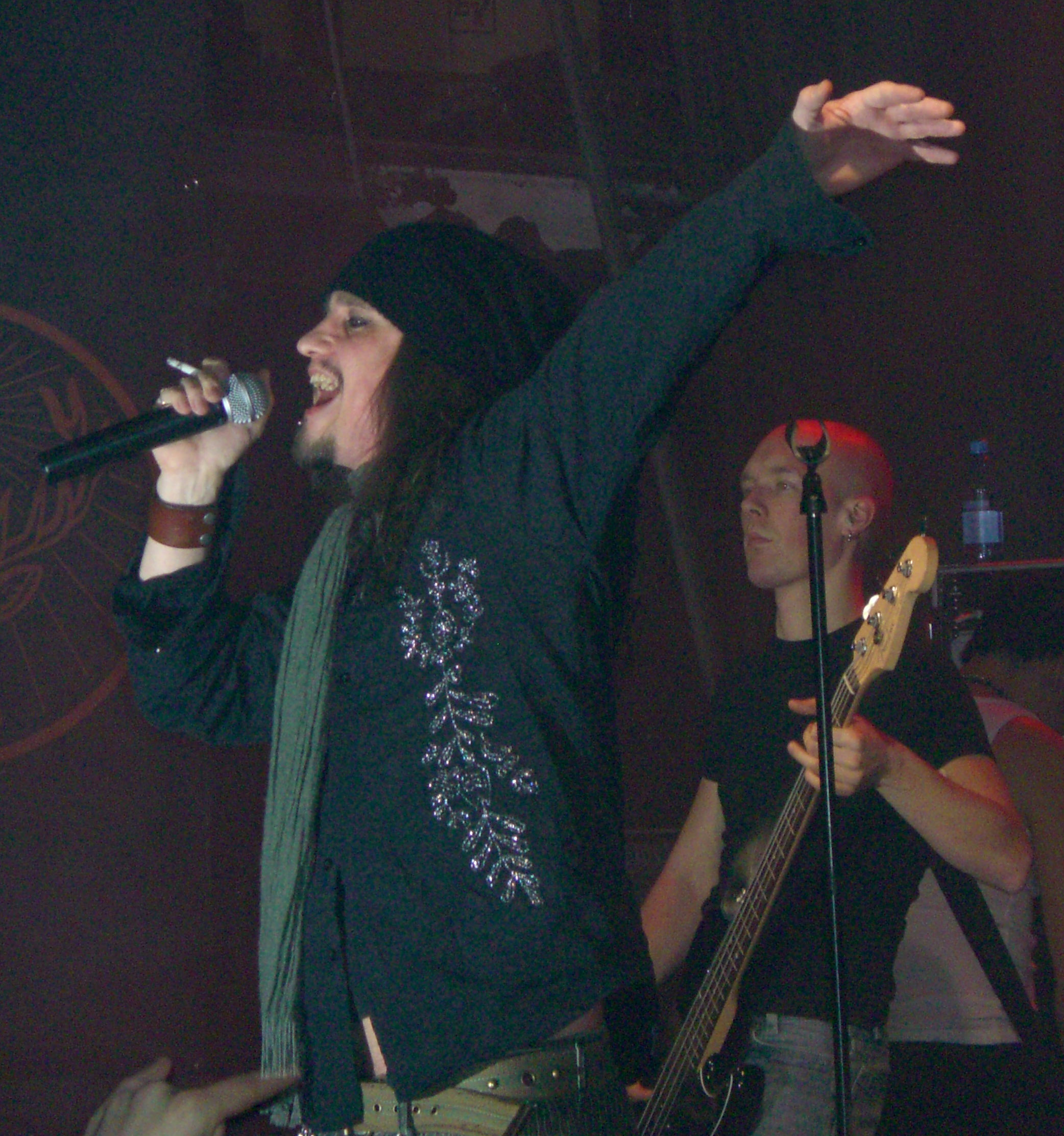
Sänger Mika Tauriainen bei einer Entwine-Show im Januar 2007

Entwine wurden 1995 von Aki Hanttu, Teppo Taipale und Tom Mikkola gegründet. Anfangs spielte die Band noch Death Metal. Zwei Jahre später beschloss die Band, den Stil zu verändern und fortan als Dark-Rock-Formation weiterzumachen. Mit Panu Willman wurde ein zweiter Gitarrist verpflichtet. Im Dezember 1997 nahm die Band ihr Demo Divine Infinity auf. Zwei Monate später schloss sich die Keyboarderin Riitta Heikkonen der Band an.
Im September 1999 erschien das Debütalbum The Treasures Within Hearts. Im April 2000 verließen Panu Willman (später bei Before the Dawn) und Teppo Taipale die Band. Neuer Bassist wurde Joni Miettinen. Einen Monat später schloss sich mit Mika Tauriainen ein neuer Sänger der Band an. Im April 2001 erschien das zweite Album Gone, welches durch das deutsche Metal-Hammer-Magazin zum „Album des Monats“ gekürt wurde. Die Single New Dawn wurde zum ersten Top-10-Hit der Band. Ende des Jahres wurde Jaani Kähkönen zum neuen Live-Gitarristen. Kurze Zeit später wurde er zum festen Bandmitglied.
Bereits 2002 wurde das dritte Album Time of Despair veröffentlicht. Zusammen mit Theatre of Tragedy und Ram-Zet tourten Entwine durch Europa. Mit dem vierten Album Dieversity, veröffentlicht 2004, veränderte die Band ihren Sound etwas. Einige Dark-Rock-Roots wurden fallen gelassen und die Musik fällt insgesamt härter aus. Diese Marschrichtung wurde auch auf dem fünften Album Fatal Design, veröffentlicht 2006, beibehalten. Im Dezember 2006 verließ Keyboarderin Riitta Heikkonen die Band um mehr Zeit für ihr Privatleben zu haben. Die Band entschied sich dafür, Heikkonen nicht nachzubesetzen und machte als Quintett weiter. Am 28. Januar 2009 erschien das Album Painstained, am 2. Oktober 2015 Chaotic Nation. Es wurde das letzte Album der Band, bis sie im Jahr 2019 ihre Auflösung bekanntgab.

## Diskografie

### Alben
- 1999: The Treasures Within Hearts
- 2001: Gone
- 2002: Time of Despair
- 2004: DIEversity
- 2006: Fatal Design
- 2009: Painstained
- 2015: Chaotic Nation

### Singles und EPs
- 2000: New Dawn (Single)
- 2002: The Pit (Single)
- 2004: Bitter Sweet (Single)
- 2005: Sliver (EP)
- 2006: Surrender (Single)
- 2006: Chameleon Halo (Single)
- 2010: Save Your Sins (Single)
- 2015: Plastic World (Single)

### Kompilationen
- 2010: Rough ’n’ Stripped